# Hühnerleder
Hühnerleder (französisch canepin) ist ein weißgraues, dünnes und feines Leder aus den Fellen junger Schafe und Ziegen.
Hühnerleder wird für die Anfertigung feinster Damenhandschuhe verwendet. Weitere Verwendung findet es auch als Sitzflächeneinsatz in den Hosen von Radrennfahrern.
Hühnerleder, das tatsächlich aus der Haut des Haushuhns hergestellt wird, existiert bislang nur als Nischenprodukt. Das Leder bekommt aufgrund der Anordnung der Federn eine einzigartige Struktur. Auch gebräuchlich ist Hühnerbeinleder, das aus der Haut der Füße des Tieres hergestellt wird.